# Sentinel-2
センチネル-2 は、  ESA が コペルニクス計画 の一環として開発している地球観測ミッションであり、森林監視や土地被覆変化の検出、自然災害対策などの事業を支援するような地表観測を行っている。同一仕様の2機の衛星 センチネル-2Aとセンチネル-2Bから構成される。

## 概要
センチネル-2ミッションは、以下のような特徴を持つ。
- 可視光、近赤外光、短波長赤外光にわたる13バンドのマルチスペクトルデータを観測可能である。
- 南緯56°から北緯84° Nまでの地表と、沿岸海域の系統的・全球的な観測が可能である。
- 同じ観測角で5日ごとの観測が可能である。高緯度地域ではセンチネル-2の観測は軌道の重複が生じるため、一部の地域では5日間のうちに2回以上観測される[注 1]。
- 空間分解能10 m, 20 m, 60 m
- 290 キロの視野
- 無料かつオープンのデータポリシー

頻繁な再観測と高いミッション目標を達成するため、二つの同一のセンチネル-2衛星（センチネル-2A、センチネル-2B）の同時運用をしている。設計軌道は高度786 km (488マイル)の太陽同期軌道で、1日あたり地球のまわりを14.3周回し、降交点通過地方時は10時30分である。この現地時間は雲被覆を最小にすることと、太陽光の照射量を確保することをすりあわせて決められた。ランドサット のデータと近く、またスポットシリーズと一致するため、Sentinel-2のデータはそれらの過去の画像とともに長期時系列データを構築する。

## 打ち上げ
二つの衛星は、同一軌道を正反対の位置で動く。Sentinel-2Aは2015年6月23日01:51 (UTC) に、 Sentinel-2Bは2017年3月7日01:49 (UTC) にVega ロケットにより打ち上げられた。

## 観測機器
Sentinel-2衛星には、それぞれにマルチスペクトル計測装置（MSI）が搭載されている。この装置は、可視/近赤外（VNIR）および短波赤外（SWIR）波長域に13のスペクトルバンドを持っている。13のバンドは最大10mの空間分解能により、SPOT-5およびLandsat-8ミッションとの継続的な協力が可能である。
MSIはエアバスによって設計・製造されたもので、プッシュブルーム方式を採用している。290km（180マイル）の広い観測幅と高いスペクトル的性能が求められる測定に対応することを目指した設計である。口径は150mm（6インチ）、焦点距離は約600mm（24インチ）の三鏡アナスチグマート設計であり、視野角は約21°×3.5°である。鏡はシリコンカーバイド製の長方形で、Gaia天文ミッションで使われている技術と類似している。MSIシステムは、装置が太陽光を直接受けないようにするシャッターメカニズムを用いており、このメカニズムは装置のキャリブレーションにも使用される。現存する市民光学地球観測ミッションの中で、Sentinel-2は赤縁部で3バンドを取得する最初のミッションである。MSIは12ビットの放射測定解像度（ビット深度）を持ち、輝度強度は0–4095の範囲である。

### 観測波長帯
| Sentinel-2 バンド名          | Sentinel-2A   | Sentinel-2A | Sentinel-2B   | Sentinel-2B |                |
| Sentinel-2 バンド名          | 中心波長 (nm) | 幅 (nm)     | 中心波長 (nm) | 幅 (nm)     | 空間解像度 (m) |
| ---------------------------- | ------------- | ----------- | ------------- | ----------- | -------------- |
| Band 1 – 沿岸とエアロゾル    | 442.7         | 21          | 442.2         | 21          | 60             |
| Band 2 – 青                  | 492.4         | 66          | 492.1         | 66          | 10             |
| Band 3 – 緑                  | 559.8         | 36          | 559.0         | 36          | 10             |
| Band 4 – 赤                  | 664.6         | 31          | 664.9         | 31          | 10             |
| Band 5 – 植生の レッドエッジ | 704.1         | 15          | 703.8         | 16          | 20             |
| Band 6 – 植生の レッドエッジ | 740.5         | 15          | 739.1         | 15          | 20             |
| Band 7 – 植生の レッドエッジ | 782.8         | 20          | 779.7         | 20          | 20             |
| Band 8 – 近赤外              | 832.8         | 106         | 832.9         | 106         | 10             |
| Band 8A – Narrow NIR         | 864.7         | 21          | 864.0         | 22          | 20             |
| Band 9 – 水蒸気              | 945.1         | 20          | 943.2         | 21          | 60             |
| Band 10 – 短波長赤外 – 巻雲  | 1373.5        | 31          | 1376.9        | 30          | 60             |
| Band 11 – 短波長赤外         | 1613.7        | 91          | 1610.4        | 94          | 20             |
| Band 12 – 短波長赤外         | 2202.4        | 175         | 2185.7        | 185         | 20             |

## 用途
(自動翻訳未修正)このミッションは、主に情報提供のための農林業実践のための管理に役立ち食料安全保障します。衛星画像を決定する際に使用される各種工場の指標などの葉地域のクロロフィルと水のコンテンツ指します。このことは特に重要な効果的な利回り予測に関するアプリケーション地球の植生に由来しています。
(自動翻訳未修正)モニタリングと同様に、植物の成長には、センチネル-2でにマップするときに使用するとともに移り変わる土地のカバーを監視し、世界中の森林です。また、情報提供汚濁湖沼-沿岸海域です。画像の洪水、火山噴火-地すべりに貢献する防災マッピングや人道支援します。
- 監視土地被覆変化のための環境モニタリング
- 農業用途などの作物モニタリングおよび管理に食料安全保障
- 詳細な植物および森林モニタリングおよびパラメータの生成などの葉面積指数、クロロフィル濃度、炭素量推計)
- 観測海域の海洋環境モニタリングでは、沿岸域マッピング)
- 内陸水モニタリング
- 氷河のモニター、氷分布のマッピング、積雪の監視
- 洪水マッピング-管理リスク分析し、損失の評価、防災、洪水時)

(自動翻訳未修正)のセンチネルモニタ用する簡単な方法を提供観察-分析土地変化に基づくアーカイブセンチネル-2データです。
|                  | トゥルーカラー | フォルスカラー | 植生指数（NDVI）   | フォルスカラー（都市） | 正規化湿潤指数（NDMI）  | 短波長赤外線（SWIR） | 正規化水指数（NDWI）    | 正規化積雪指標（NDSI） |
| ---------------- | -------------- | -------------- | ------------------ | ---------------------- | ----------------------- | -------------------- | ----------------------- | ---------------------- |
| 使用バンド       | B8、B4、B3     | B8、B4、B3     | B8-B4 /（B8 + B4） | B12、B11、B4           | （B8A-B11）/（B8A+B11） | B12、B8A、B4         | （B3 - B8）/（B3 + B8） | (B3 - B11)/(B3 + B11)  |
| 地球物理学       | No             | No             | Yes                | Yes                    | Yes                     | Yes                  | Yes                     | No                     |
| 土地モニタリング | Yes            | Yes            | Yes                | Yes                    | No                      | No                   | No                      | No                     |
| 海上モニタリング | Yes            | No             | No                 | Yes                    | Yes                     | No                   | Yes                     | No                     |
| 災害管理         | Yes            | Yes            | Yes                | Yes                    | Yes                     | Yes                  | No                      | Yes                    |
| セキュリティ     | Yes            | No             | No                 | Yes                    | Yes                     | No                   | Yes                     | Yes                    |

## 製品
(自動翻訳未修正)センチネル-2のマルチスペクトルイメージング装置を行う体系的に取得単一の観測モードになります。
- レベル1B:トップの雰囲気輝度なセンサーの形状です。レベル1Bは顆粒一粒のサブ画像の12検出器の全トラック方向（25 キロメートルの範囲を含む指定された数のラインに沿ってトラック（約23 キロメートル）である。 各レベル1B顆粒のあるデータ量は約27応募を推奨いたします。レベル1Bが要求される製品の専門知識のorthorectification技術です。
- レベル-1C:トップの雰囲気閾固定設定幾何学（UTM投影および楕円体WGS84)です。 レベル-1C画像の設定のタイルの100㎞2では、それぞれ約500MBのです。 これらの製品に含まれる応用放射線測定および幾何学的補正を含むorthorectification空間の登録)を持ちます。
- レベル-2A:底部には雰囲気の閾、地図の形状です。この製品は現在に加工、利用者側によるプロセッサラ州のセンチネル-2ツールボックスです。の可能性、並びにその標準コアに製品を体系的に可能からSentinelsコア 地セグメント については現在、精査の一環として、CSCの進化活動します。

## 訓練データセット
(自動翻訳未修正)月2013年には、 Centre National d Etudes Spatiales ー（CNES）がリリース版の配布が開始され訓練データセットを取得した スポット4つの 衛星が同じrepetitivity計画どおりのためのセンチネル-2、今後のセンチネル-2ユーザーの開発手法やアプリケーションをmultitemporalデータです。この実験は、SPOT4(Take5)が開催されたとの間で、2013年月に、時にシリーズ45サイトのためのバリエーションを揃えている。 このデータセットは、軌道高度SPOT4の減少があったことから 2キロメートル (1.2 mi) のための場所での5日間に再度サイクルします。
(自動翻訳未修正)この実験を繰り返しの スポット5つの 衛星カントリー社からの調達は ESA とCNESは、月および2015年月ます。この第二の実験は、150サイト世界に散らばるって観測されている。
(自動翻訳未修正)データの両方からの実験において自由にご利用からスポット(Take5)実験サイトです。